# Transport express régional

Logo des TER

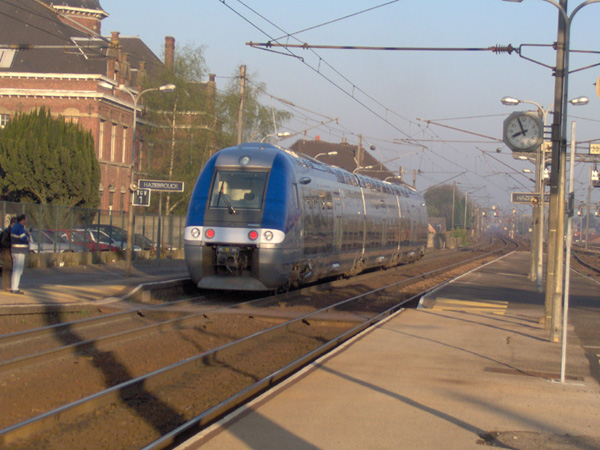
TER-Triebzug SNCF X 76500 bei der Einfahrt in den Bahnhof Hazebrouck (Département Nord)

Transport express régional (TER) (französisch für „Regionaler Express-Transport“) ist eine Marke der französischen Staatsbahn SNCF. Mit Ausnahme der Transilien-Verkehre in der Île-de-France wird der gesamte von der SNCF in Zusammenarbeit mit den administrativen Regionen Frankreichs betriebene Schienenpersonennahverkehr als TER bezeichnet.

## Überblick

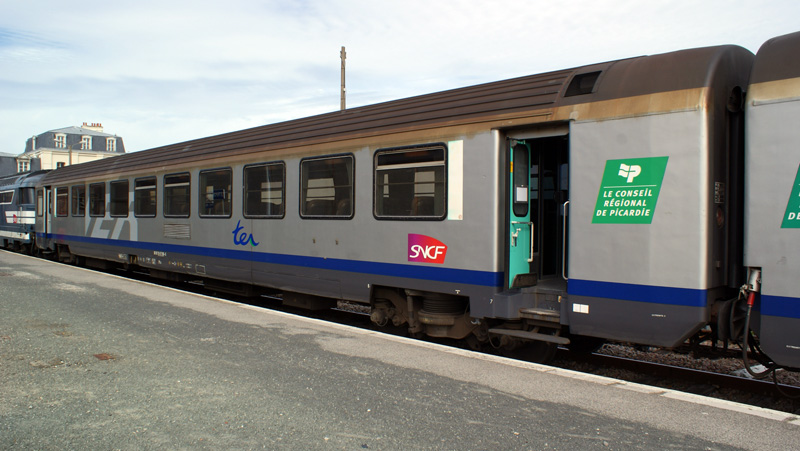
TER-Wagen der Corail-Bauart

Die SNCF richtete das TER-System 1984 ein, um ein Grundgerüst für den Nahverkehr bilden zu können. Seit dem Ende der 1990er Jahre wird es zusammen mit den Verwaltungen der jeweiligen Regionen Frankreichs koordiniert. Die Gesellschaften in den jeweiligen Regionen legen in Übereinstimmung mit der SNCF die Routen, die Zahl der Verbindungen, die Fahrpreise und das Serviceangebot fest.
Die Angebote des TER-Systems werden in hohem Umfang von den Steuerzahlern subventioniert. Im Durchschnitt werden 72 Prozent der Kosten vom Staat und den Regionalverwaltungen aufgebracht, während nur 28 Prozent der Kosten durch Fahrkartenverkäufe gedeckt sind. Erfahrungsgemäß explodieren diese Kosten im Laufe der Zeit, da die Regionalverwaltungen bestrebt sind, das Angebot in ihren Regionen zu erweitern.
Die geringe Profitabilität des TER-Systems ist hauptsächlich darauf zurückzuführen, dass die Züge am Morgen und Abend zwar durch den Pendlerverkehr ausgelastet, jedoch an den anderen Tageszeiten chronisch unterbesetzt sind. Als Folge ist die Auslastung der Züge nicht sonderlich hoch; die Fahrzeuge fahren mit einer durchschnittlichen Auslastung von nur 66 Reisenden pro Fahrt.

## Geschichte
Nach der Veröffentlichung ees Gutachtens Veröffentlichung des Gutachtens Régions, SNCF: vers un renouveau du service public durch die Haenel-Kommission im März 1994 legte im Februar 1995 das Gesetz zur Verwaltung und Entwicklung der Region die Verantwortung für den Schienen-Personen-Nahverkehr  (SPNV) in die Hände der Regionen. Im Dezember erfolgte die Unterzeichnung des ersten Vertrages mit der Region Rhône-Alpes.
Seit 1997 haben sieben der damals zweiundzwanzig Regionen mit der Übernahme der Verantwortung in eigene Regie experimentiert: das TER Alsace, TER Centre, TER Nord-Pas-de-Calais, TER Provence-Alpes-Côte d’Azur, TER Rhône-Alpes, die TER Pays de la Loire und seit Januar 1999 das TER Limousin.
1998 stieg der Verkehr in diesen sieben Regionen um durchschnittlich 4,9 Prozent, verglichen mit 3,2 Prozent in den anderen Regionen.
Einige andere Regionen haben conventions intermédiaires unterzeichnet, um die Dezentralisierung des Netzes vorzubereiten: Die TER Haute-Normandie im September 1997, die TER Midi-Pyrénées und TER Bourgogne im November 1997, die TER Picardie im Januar 1998 und TER Lorraine im Februar 1998.

## Haushaltsmittel
Einige von den Regionen veröffentlichte Zahlen:
| Region             | TER-Etat   | Anteil an den jährlichen Regionalisierungsmitteln | Anteil an den jährlichen Regionalisierungsmitteln | Status                                    |
| ------------------ | ---------- | ------------------------------------------------- | ------------------------------------------------- | ----------------------------------------- |
| Alsace             | 220 Mio. € | 39 %0                                             | 2004                                              | Experimentelle Regionalisierung seit 1997 |
| Bretagne           | 100 Mio. € | 14 %0                                             | 2005                                              |                                           |
| Bourgogne          | 100 Mio. € | 25 %0                                             | 2005                                              |                                           |
| Champagne-Ardenne  | 055 Mio. € | 12,5 %                                            | 2004                                              |                                           |
| Franche-Comté      | 070 Mio. € | 20 %0                                             | 2005                                              |                                           |
| Lorraine           | 250 Mio. € | 45 %0                                             | 2005                                              |                                           |
| Nord-Pas-de-Calais | 260 Mio. € | 21 %0                                             | 2003                                              | Experimentelle Regionalisierung seit 1997 |
| Picardie           | 130 Mio. € | 20 %0                                             | 2002                                              | Zwischenstufe seit Januar 1998            |
| Rhône-Alpes        | 500 Mio. € | 30 %0                                             | 2005                                              | Experimentelle Regionalisierung seit 1997 |

Diese Zahlen schließen nicht die Ausgaben für Infrastruktur ein.

## TER und Tourismus

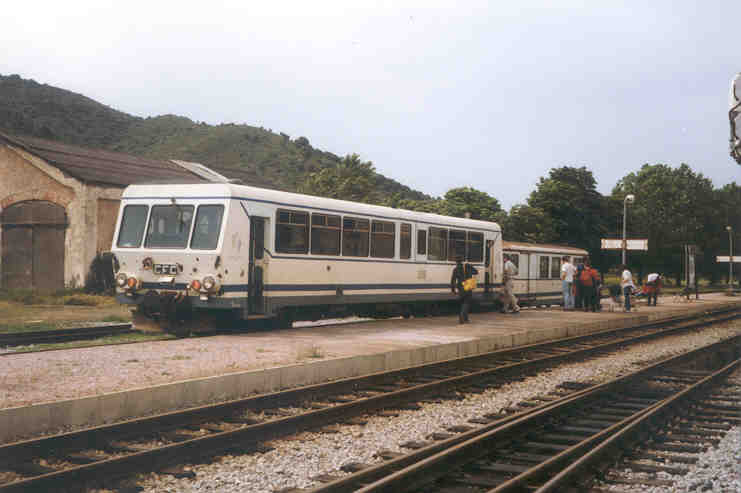
Triebwagen der Chemins de fer de la Corse

Die SNCF hat neun TER-Angebote als Touristenzüge (trains touristiques) bestimmt:
- Chemins de fer de la Corse (Züge auf Korsika)
- Train des merveilles (Zug der Wunder)
- Train des gorges de l’Allier (Zug der Schluchten des Allier), befährt einen Teil der Cevennenbahn
- Ligne Saint-Gervais–Vallorcine (Mont-Blanc-Express)
- Ligne de Cerdagne (Cerdagne-Strecke) in den Pyrenäen, auch Train jaune (Gelber Zug) genannt
- Autorail Espérance (Schienenbus der Hoffnung), von Bergerac nach Sarlat-la-Canéda
- Chemin de fer du Blanc-Argent (Strecke von Le Blanc nach Argent-sur-Sauldre)
- Train des Alpes (Alpenzug)
- Ligne des hirondelles (Schwalbenlinie), von Andelot-en-Montagne nach La Cluse